# Johann Jakob Decker

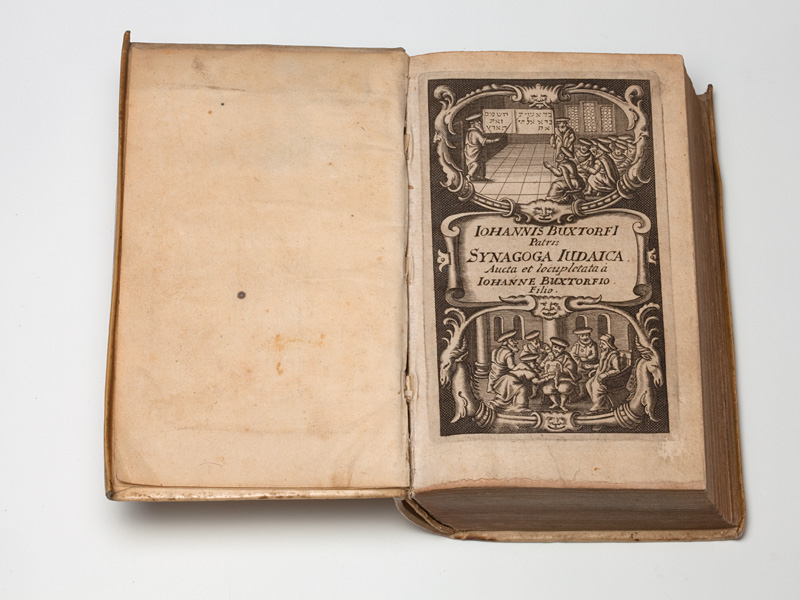
Johann Buxtorf, Synagoga Judaica Ausgabe 1661 (Titelseite), gedruckt bei Johannes Jacobus Decker, in der Sammlung des Jüdischen Museums der Schweiz.

Johann(es) Jakob (Jacob) Decker (* 13. Dezember 1635 in Basel, Schweiz; † 22. Februar 1697 in Colmar, Elsass) war ein Schweizer Buchdrucker in Basel.

## Leben
Johann Jakob Decker war der Sohn des aus Thüringen stammenden Buchdruckers Georg Decker und der Margarete Zäsinger, Witwe des Buchdruckers Johannes Schröter in Basel. Er übernahm nach seines Vaters Tod im Jahr 1661 dessen Druckereiwerkstatt, in der er schon zuvor als Teilhaber mitgearbeitet hatte. Zuvor war er Faktor (Werkmeister) der Druckerei des Theodor Falkeisen.

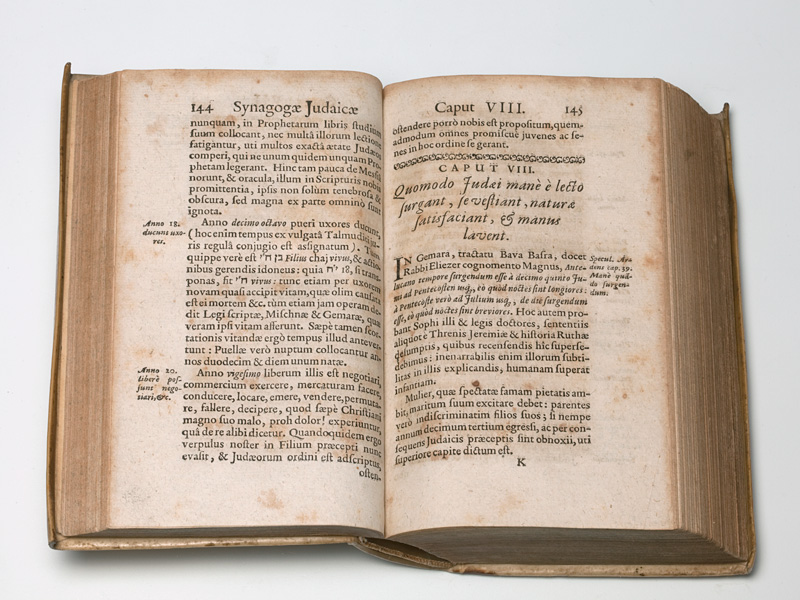
Johann Buxtorf, Synagoga Judaica Ausgabe 1661, gedruckt bei Johannes Jacobus Decker, in der Sammlung des Jüdischen Museums der Schweiz.

Im Jahr 1677 wurde er nach dem Druck einiger katholischer Schriften, die er teilweise auch im damals elsässischen Häsingen gedruckt hatte, vom Stadtrat des evangelischen Basel zu einer Geldstrafe verurteilt. Wegen fortdauernder Schwierigkeiten verlegte Decker einen Teil seiner Druckerei ins elsässische Colmar, wo er 1677 den Volkskalender „Colmarer Hinkender Bote“ herausbrachte, dessen ersten Jahrgang er noch in Basel ausgegeben hatte. Außerdem gründete er eine Filiale in Breisach am Rhein, wohin ihn die (katholische) französische Regierung eingeladen hatte. Sein ältester Sohn Johann Jakob Decker (1668–1726) führte ihm dort die Werkstatt.
Decker heiratete in erster Ehe 1664 Anna Elisabeth Harscher. Aus dieser Ehe stammten sein gleichnamiger Sohn Johann Jakob Decker d. J. und mehrere Töchter. In zweiter Ehe heiratete er am 6. Mai 1678 in Basel Anna Schönauer. Aus dieser zweiten Ehe stammte Johann Heinrich Decker (1679–1741), der später in Colmar eine eigene Druckerei gründete.